# Choerodon balerensis
 Choerodon balerensis és una espècie de peix de la família dels làbrids i de l'ordre dels cipriniformes que es troba a les Filipines.